# 张森水

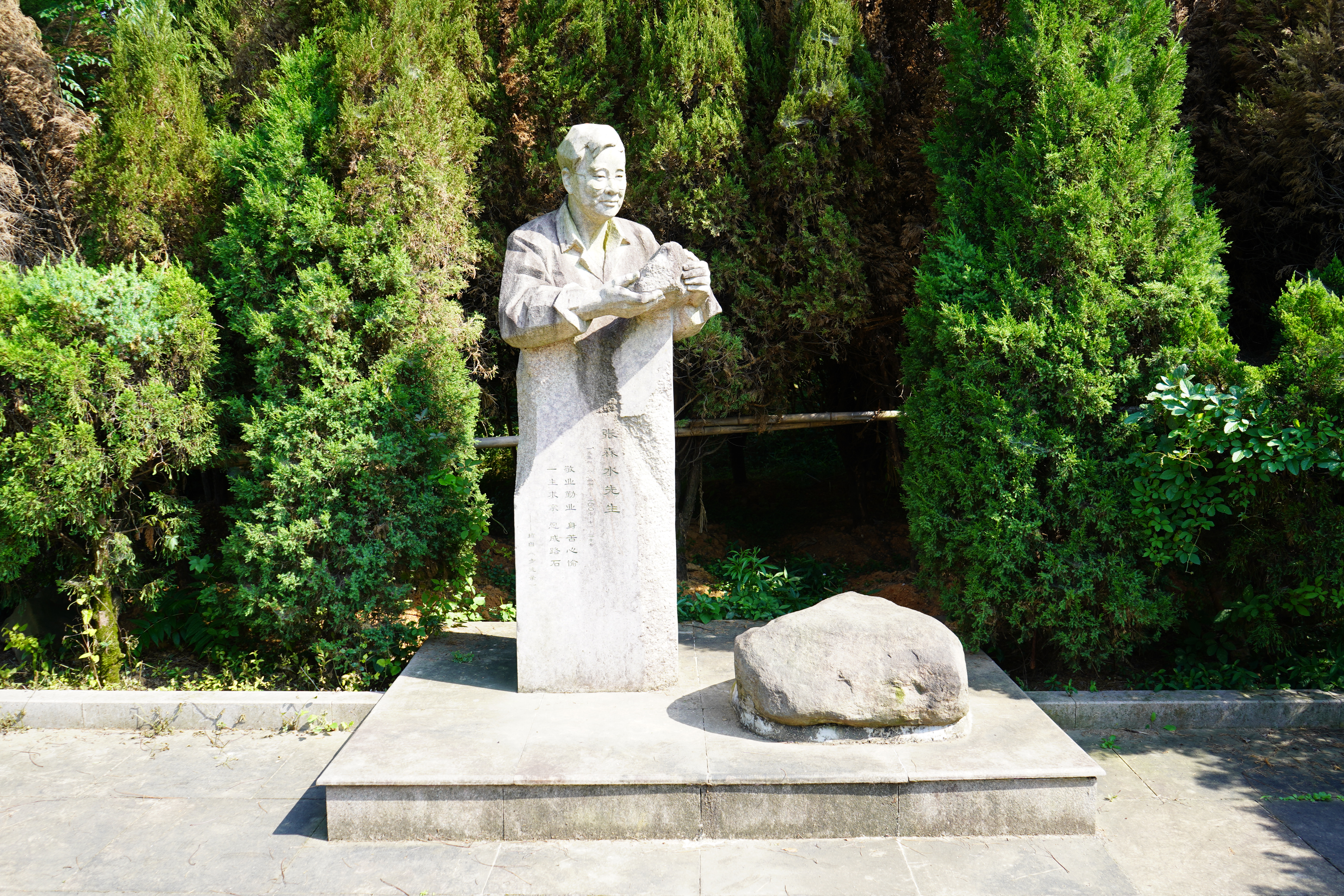
湖州市安吉县溪龙乡上马坎遗址旁的张森水像，2022年6月

张森水（1931年8月21日—2007年11月27日），男，浙江仙居人，中国考古学家、古人类学家，中国科学院古脊椎动物与古人类研究所研究员，曾任中国考古学会常务理事。

## 生平
他出生于浙江省仙居县，家中以耕田及经营桐油作坊为生。他的父亲英年早逝，他由母亲养大，小学就读于西门张氏学堂，初中就读于仙居中学，高中就读于台州中学。高中毕业后报考北京大学历史系考古专业，1952年10月入学，受教于裴文中，毕业后随裴文进入中国科学院古脊椎动物研究室（即今古脊椎动物与古人类研究所）工作，之后长期从事考古发掘工作。